# Agriopis aurantiaria

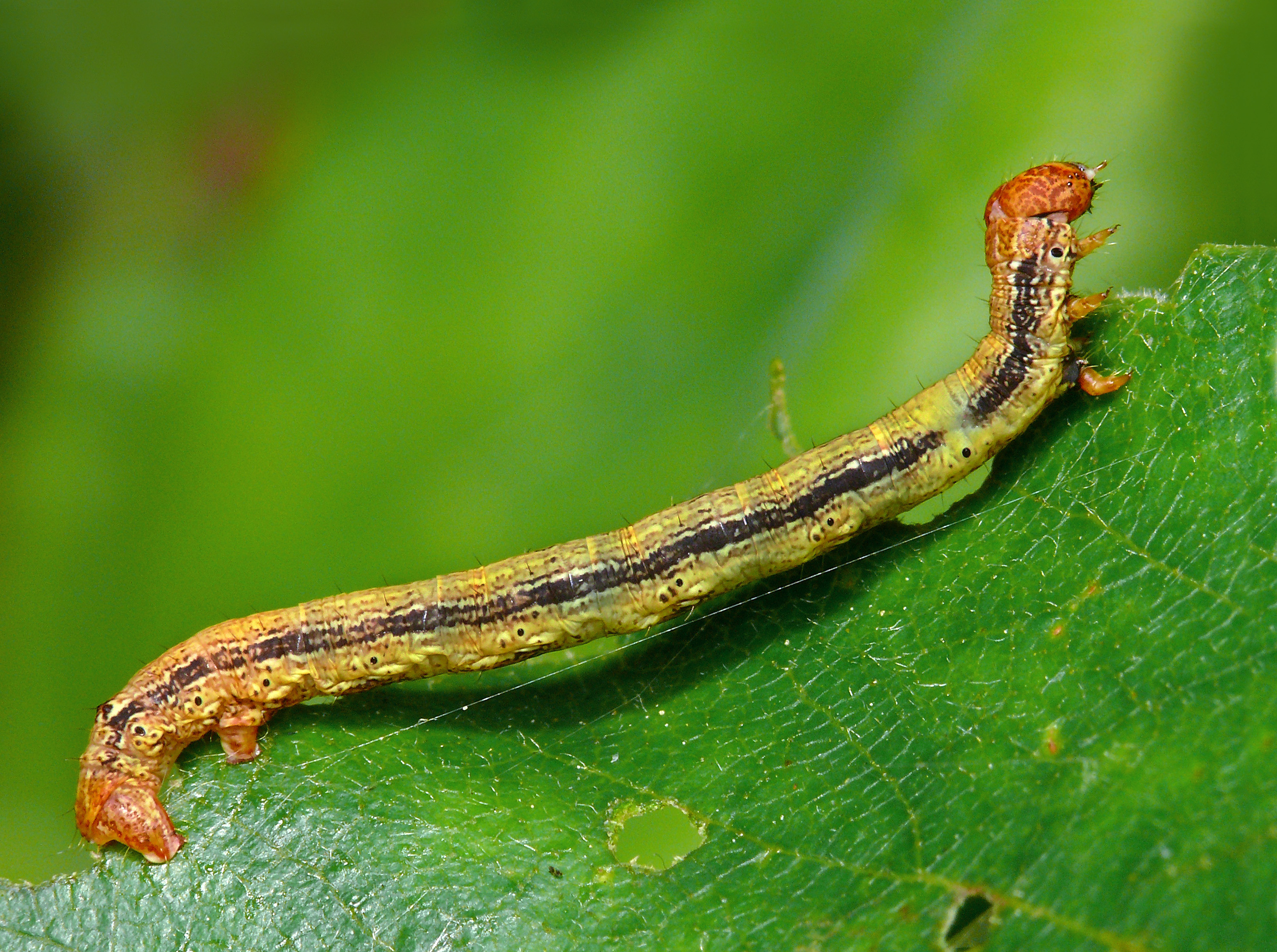
Larva

Agriopis aurantiaria es una especie de lepidóptero ditrisio de la familia Geometridae. Se encuentra ampliamente distribuida en el continente europeo hasta las montañas del Cáucaso en Rusia.

## Características
Existe dimorfismo sexual. Los machos cuentan con alas que pueden alcanzar una envergadura de unos 26 a 35 milímetros. El color de fondo de las alas delanteras puede variar entre amarillo, marrón o naranja-amarillo, moteado de negro. El color de fondo de las alas traseras se parece a las delanteras, pero siempre tienen un tono más pálido y también muestran dos líneas transversales delgadas y oscuras. Las hembras, en cambio, tienen alas casi completamente atrofiadas, un cuerpo regordeto y un color gris-marrón. 
Un dimorfismo sexual semejante se produce también en otras especies de polillas, como por ejemplo Orgyia recens.

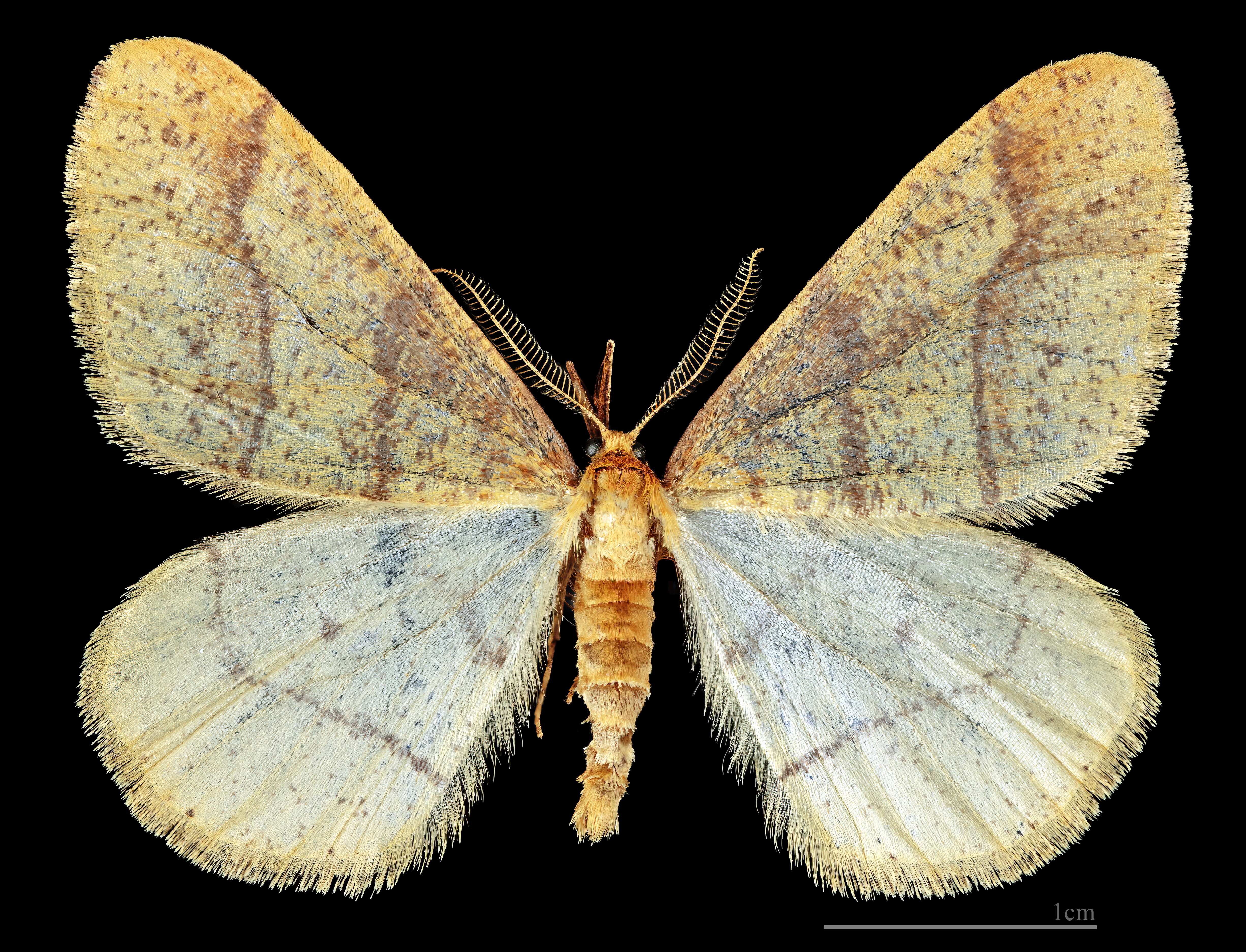
♂
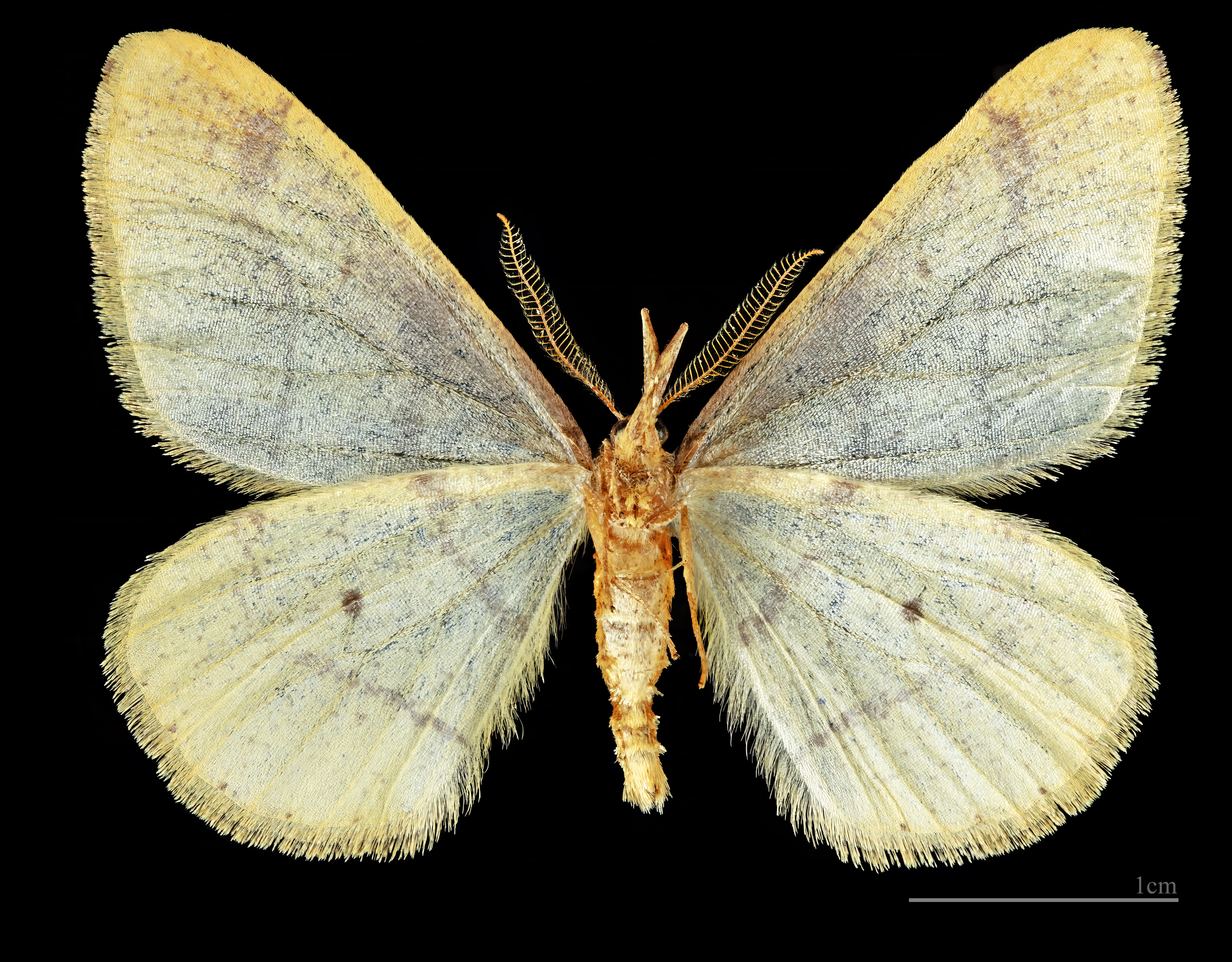
♂ △

## Ciclo de vida
Son polillas nocturnas que por lo general viven en octubre y noviembre, a veces hasta diciembre. Los machos son atraídos por las fuentes de luz artificial, y las hembras suelen descansar en los troncos de los árboles. Las hembras producen una puesta al año, y las larvas salen entre mayo y junio. Las larvas son polífagas y se alimentan de varias especies de plantas bajas y plantas leñosas de hoja caduca. Incluye especies de Salix, Fagus, Betula, Quercus, Ulmus, Tilia, Prunus spinosa, Rubus idaeus, Vaccinium myrtillus, etc. 

## Subspecies
- Agriopis aurantiaria aurantiaria
- Agriopis aurantiaria cleui
- Agriopis aurantiaria lariciaria